# NGC 7215
NGC 7215 ist eine Spiralgalaxie vom Hubble-Typ SABa im Sternbild Aquarius auf der Ekliptik. Sie ist schätzungsweise 186 Millionen Lichtjahre von der Milchstraße entfernt.
Das Objekt wurde am 11. August 1864 von Albert Marth entdeckt.